# Atenco

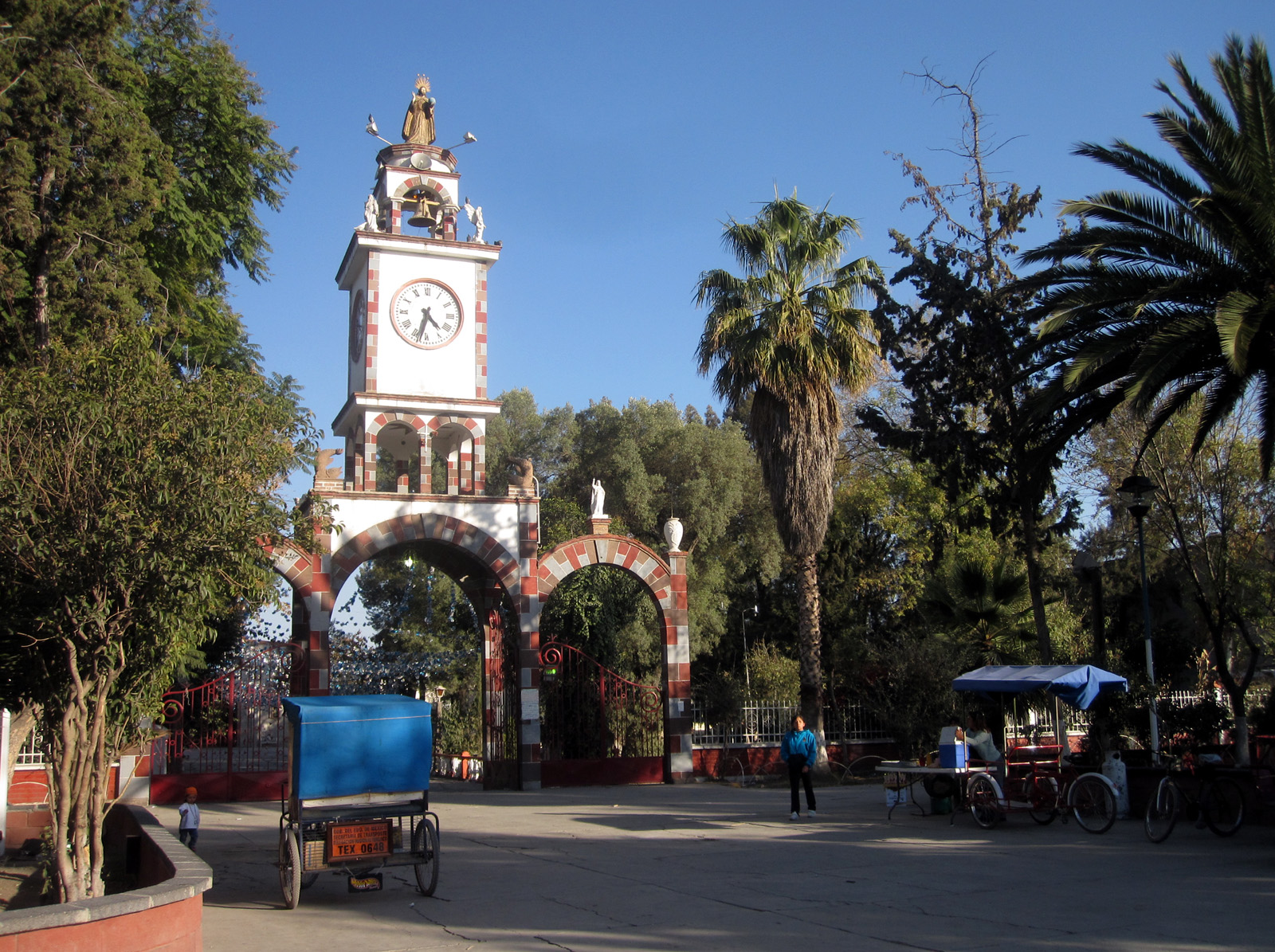
Plaça o parc central d'Atenco.

Atenco (del nàhuatl, que vol dir Lloc on es torça l'aigua) és un municipi metropolità de l'estat de Mèxic, que forma part de l'àrea metropolitana de la ciutat de Mèxic. San Salvador Atenco és el cap de municipi i principal centre de població d'aquesta municipalitat.
Aquest municipi es troba a la part nord-oriental de l'estat de Mèxic. Limita al nord amb els municipis de Tezoyuca, al sud amb Ecatepec de Morelos i Texcoco, a l'oest amb Texcoco i a l'est amb Acolman. Dista de la capital de l'estat uns trenta-vuit quilòmetres